# 門真市立四宮小学校
門真市立四宮小学校（かどましりつ しのみやしょうがっこう）は、大阪府門真市にある公立小学校。
明治時代初期に、当時の茨田郡岸和田村（町村制施行で四宮村）に設置された小学校を起源としている。

## 沿革
- 1874年（明治7年）10月 - 開校。
- 1887年（明治10年） - 茨田郡岸和田尋常小学校と名称決定。
- 1894年（明治27年）4月 - 茨田郡四宮尋常小学校と改称。
- 1896年（明治29年）4月 - 北河内郡四宮尋常小学校と改称。
- 1906年（明治39年）4月28日 - 現在地に校舎新築。この日を創立記念日とする。
- 1934年（昭和9年）9月21日 - 室戸台風で校舎倒壊[1]。
- 1941年（昭和16年）4月1日 - 国民学校令により、北河内郡四宮国民学校と改称。
- 1947年（昭和22年）4月1日 - 学制改革により、四宮村立四宮小学校と改称。
- 1950年（昭和25年）9月- ジェーン台風で校舎損壊。
- 1954年（昭和29年）2月- 校歌制定。
- 1956年（昭和31年）9月20日 - 四宮村が門真市に編入されたことに伴い、門真町立四宮小学校と改称。
- 1963年（昭和38年）8月1日 - 門真市の市制施行により、門真市立四宮小学校と改称。
- 1965年（昭和40年）4月1日 - 門真市立古川橋小学校を分離。
- 1972年（昭和47年）4月1日 - 門真市立脇田小学校を分離。
- 1974年（昭和49年）4月1日 - 門真市立北巣本小学校を分離。

## 通学区域
- 門真市 北巣本町（一部）、下島町、宮前町、南野口町（一部）、巣本町、北岸和田1丁目-3丁目、大字巣本、大字上馬伏、大字岸和田（市道岸和田島頭線以北・府道八尾枚方線以西・市道島頭太子田線以東）、大字上島頭、大字下島頭、大字下馬伏

卒業生は基本的に門真市立第五中学校に進学する。

## 交通
- 京阪本線 萱島駅 南へ約1.6km。
- 京阪バス 四宮住宅前バス停。